# Consoles de jeux vidéo de première génération
 (décembre 2018).
Si vous disposez d'ouvrages ou d'articles de référence ou si vous connaissez des sites web de qualité traitant du thème abordé ici, merci de compléter l'article en donnant les références utiles à sa vérifiabilité et en les liant à la section « Notes et références ».
L'histoire des consoles de jeux vidéo commence par une première génération qui va de l'Odyssey, en août 1972, jusqu'à la Color TV Game en 1977.

## Télévision interactive
L'ingénieur de télévision Ralph Baer conçoit l'idée d'une télévision interactive lorsqu'il construit un téléviseur pour Loral en 1951. Il explore cette idée plus tard, en 1966 lorsqu'il est ingénieur chef et manager de la division Equipment Design de Sanders Associates. Il crée un jeu vidéo simple, pour deux joueurs, qui met en place deux points se poursuivant, le tout affiché sur un téléviseur standard. Après une démonstration au directeur recherche et développement Herbert Campman, des fonds lui sont alloués et le projet est lancé officiellement. En 1967, Bill Harrison joint son équipe. Un pistolet est créé à partir d'un jouet. Il sert à viser une cible bougée par un autre joueur.
Bill Rusch rejoint le projet pour accélérer le développement, et bientôt un troisième point apparaît, contrôlé par une machine. Il est utilisé pour créer un jeu de tennis de table. Avec plus de fonds, d'autres jeux sont créés, Ralph Baer a alors l'idée de vendre le produit à des compagnies de télévision par câble qui peuvent transmettre des images statiques qui servent d'arrière-plan pour les jeux. Un prototype est en démonstration en février 1968 sur le téléprompteur du vice-président Hubert Schlafly qui signe un accord avec la compagnie Sanders. Mais l'industrie de la télévision par câble chute à la fin des années 1960. À cause du manque de fond, d'autres possibilités doivent être recherchées. Le développement continue alors sur du matériel électronique. Le résultat est le prototype « Brown Box » (boîte marron) qui possède deux contrôleurs, un pistolet et six interrupteurs qui permettent de choisir un jeu. Ralph Baer approche différents fabricants américains de télévision, un accord est finalement signé avec Magnavox en 1969. Les principales modifications de Magnavox au « Brown Box » sont l'utilisation de circuits enfichés pour choisir le jeu et l'enlèvement de la possibilité d'avoir des graphismes en couleur en faveur de superpositions de calques pour réduire les coûts de production. Le résultat final est l'Odyssey en mai 1972.

## Les premiers jeux vidéo personnels
L'Odyssey est la première console de jeux vidéo répertoriée. Elle contient principalement de l'électronique analogique, ce concept provient des années 1950. Elle ne connut pas un large succès à cause d'un marketing restrictif. Pendant un temps, les autres compagnies avec des produits similaires (comme Atari) durent payer des droits de la propriété intellectuelle.
La plupart des premiers jeux utilisant de l'électronique numérique fonctionnent sur des ordinateurs centraux d'université. Ils sont développés par des utilisateurs lors de leur temps libre. En 1962, un groupe d'étudiants de la Massachusetts Institute of Technology programme un jeu appelé Spacewar! sur un DEC PDP-1. En 1970, Nolan Bushnell voit Spacewar! pour la première fois à l'université d'Utah. Pensant qu'il y aurait un potentiel commercial dans une version arcade, il crée un ordinateur personnalisé capable de faire fonctionner le jeu sur une télévision en noir et blanc. Le résultat est un jeu : Computer Space qui ne connaît pas de succès commercial. Nolan commence alors à chercher de nouvelles idées. En 1971 il voit une démonstration de l'Odyssey et embauche Al Alcorn pour produire une version arcade du jeu de ping-pong (en utilisant la technologie TTL), appelée Pong.

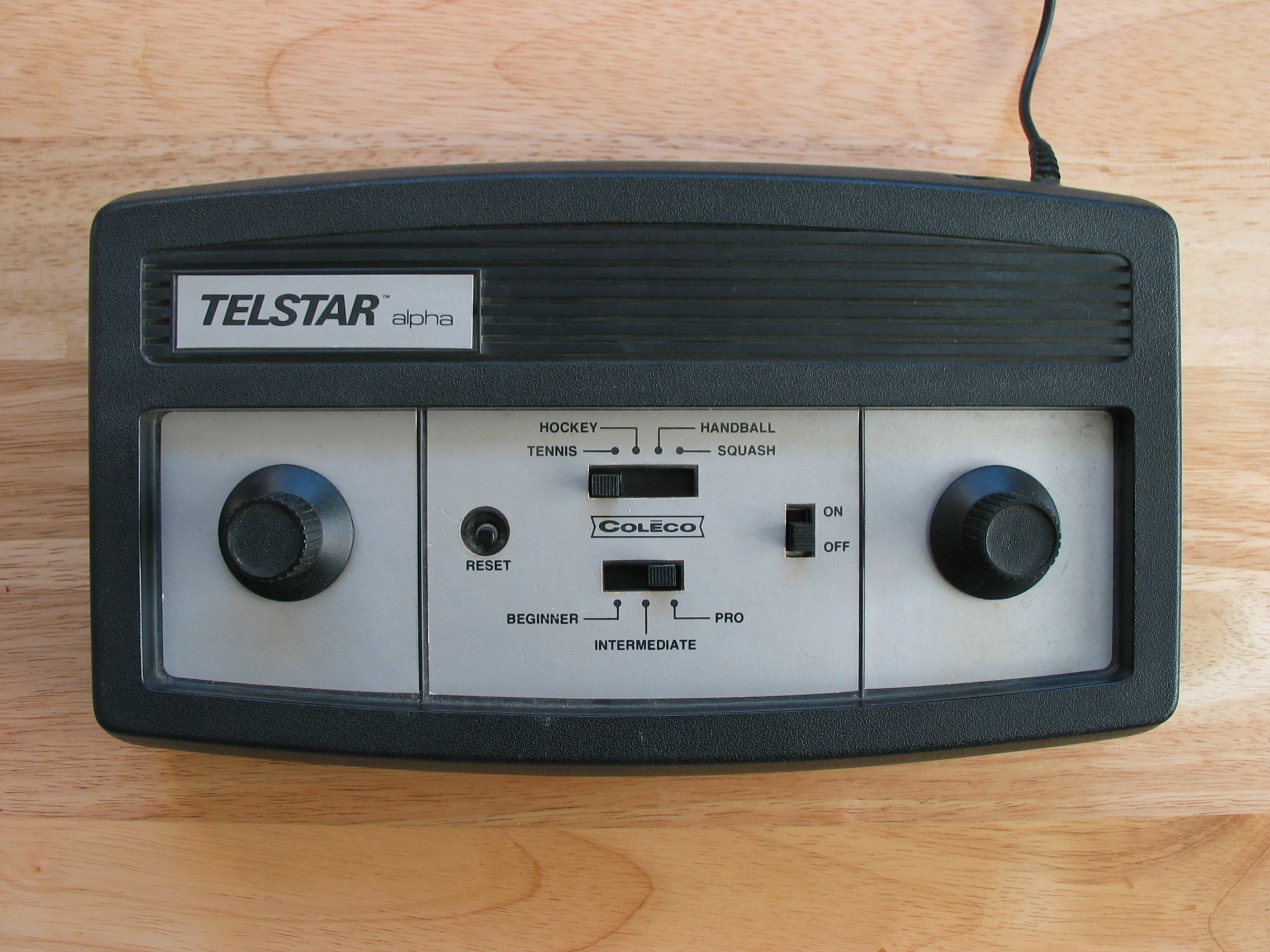
Coleco Telstar (1976-1979).

Les jeux vidéo personnels connaissent un succès populaire avec une version pour les particuliers de Pong en fin d'année 1975. Il s'en vend plus de 13 millions d'exemplaires. De cette popularité naît une centaine de clones, incluant le Coleco Telstar qui connaît un véritable succès. C'est à cette période que Nintendo fait ses débuts avec la Color TV Game dès 1977.
La première console à posséder un processeur est une console de deuxième génération, la Fairchild Channel F, sortie en août 1976. Elle est basée sur le Fairchild F8. Le concept de jeu sur cartouche est introduit par cette console, qui initie le concept de jeux interchangeables.